# Roberto Sensini
Roberto Néstor Sensini (ur. 12 października 1966 w Santa Fe) – argentyński piłkarz występujący na pozycji obrońcy. Obecnie menedżer piłkarski.
Oprócz argentyńskiego, posiada również włoskie obywatelstwo.

## Kariera piłkarska
Piłkarz jest wychowankiem Newell’s Old Boys, wraz z którym zdobył jedno mistrzostwo Argentyny w 1988 roku.
W 1989 roku wraz z Abelem Balbo, przeniósł się do włoskiego Udinese Calcio, w którym w ciągu czterech sezonów rozegrał ponad sto czterdzieści spotkań. Po pięciu latach odszedł do Parmy, którą reprezentował przez dziewięć lat (z roczną przerwą na grę w stołecznym Lazio). Wraz z Gialloblu dwa razy zdobył Puchar UEFA i Puchar Włoch. W 2000 roku, na rok, został zawodnikiem S.S. Lazio. Ze drużyną Orłów zdobył krajowy dublet, po raz pierwszy zostając mistrzem Włoch. Po sezonie wrócił do Parmy, skąd w 2002 roku odszedł do swojego pierwszego włoskiego klubu - Udinese Calcio.
Karierę piłkarską zakończył w 2006 roku, w wieku czterdziestu lat.

## Kariera reprezentacyjna
Sensini był częścią reprezentacji Argentyny na trzech turniejach o Mistrzostwach Świata (1990, 1994, 1998). Oprócz tego był jednokrotnym uczestnikiem turnieju o Copa America (brąz w 1989 roku) oraz Igrzysk Olimpijskich w 1996 w Atlancie, gdzie zdobył srebrny medal.
W trakcie finału spotkania z RFN w 1990 roku, sprokurował rzut karny, z którego Andreas Brehme zdobył zwycięskiego gola.
Łącznie w reprezentacji narodowej rozegrał 59 spotkań.

## Sukcesy

### Klubowe
Newell's Old Boys
- Primera División: 1987–88

Parma
- Superpuchar Europy: 1993
- Puchar UEFA: 1994–95, 1998–99
- Puchar Włoch: 1998–99, 2001–02

Lazio
- Serie A: 1999–2000
- Superpuchar Europy: 1999
- Puchar Włoch: 1999–2000
- Superpuchar Włoch: 2000

### Reprezentacyjne

#### Argentyna U-23
- Srebrny medal Igrzysk Olimpijskich: 1996

#### Argentyna
- Srebrny medal Mistrzostw Świata: 1990
- Brązowy medal Copa America: 1989